# آمیگا

لوگوی اولیه آمیگا که توسط شرکت کمودور استفاده گردید

آمیگا (به انگلیسی: Amiga) نام مجموعه‌ای از رایانه‌های شخصی بود که در دهه ۱۹۸۰ و ۱۹۹۰ میلادی توسط شرکت کمودور و در مدل‌های مختلف در سراسر جهان تولید و به بازارهای جهانی عرضه شد. اولین مدل از کامپیوترهای آمیگا در سال ۱۹۸۵ با نام آمیگا ۱۰۰۰ و آخرین مدل کامپیوتر شخصی آمیگا در سال ۱۹۹۲ میلادی با عنوان آمیگا ۴۰۰۰ عرضه گردید. بعلت بازاریابی ضعیف و تکرار تکنولوژی اولیه در مدلهای جدید، باعث از دست رفتن جایگاه آمیگا در بازارهای جهانی در رقابت با رایانه‌های شخصی سازگار با آی بی ام و نسل چهارم پیشانه بازی خانگی شد.

## نگارخانه

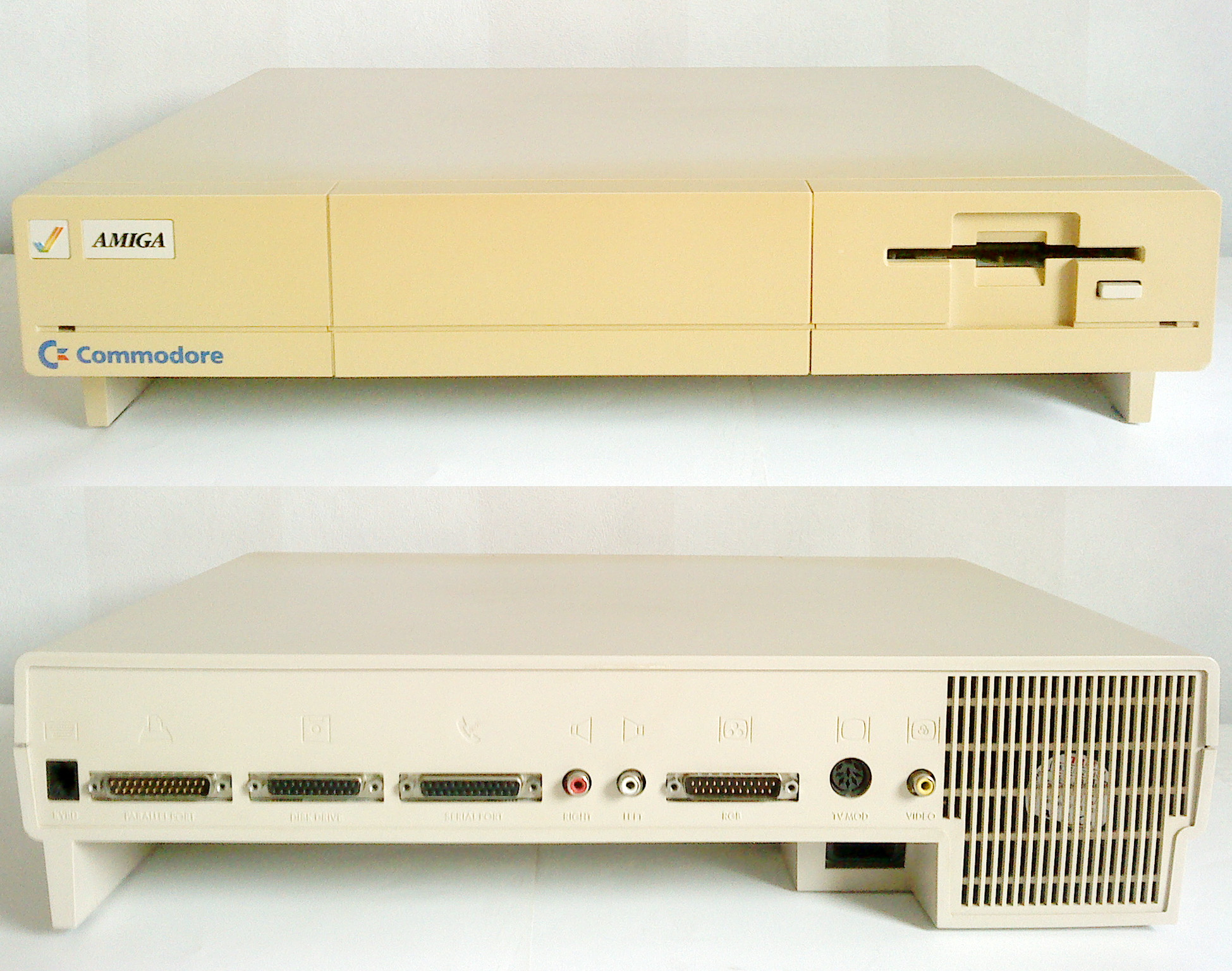
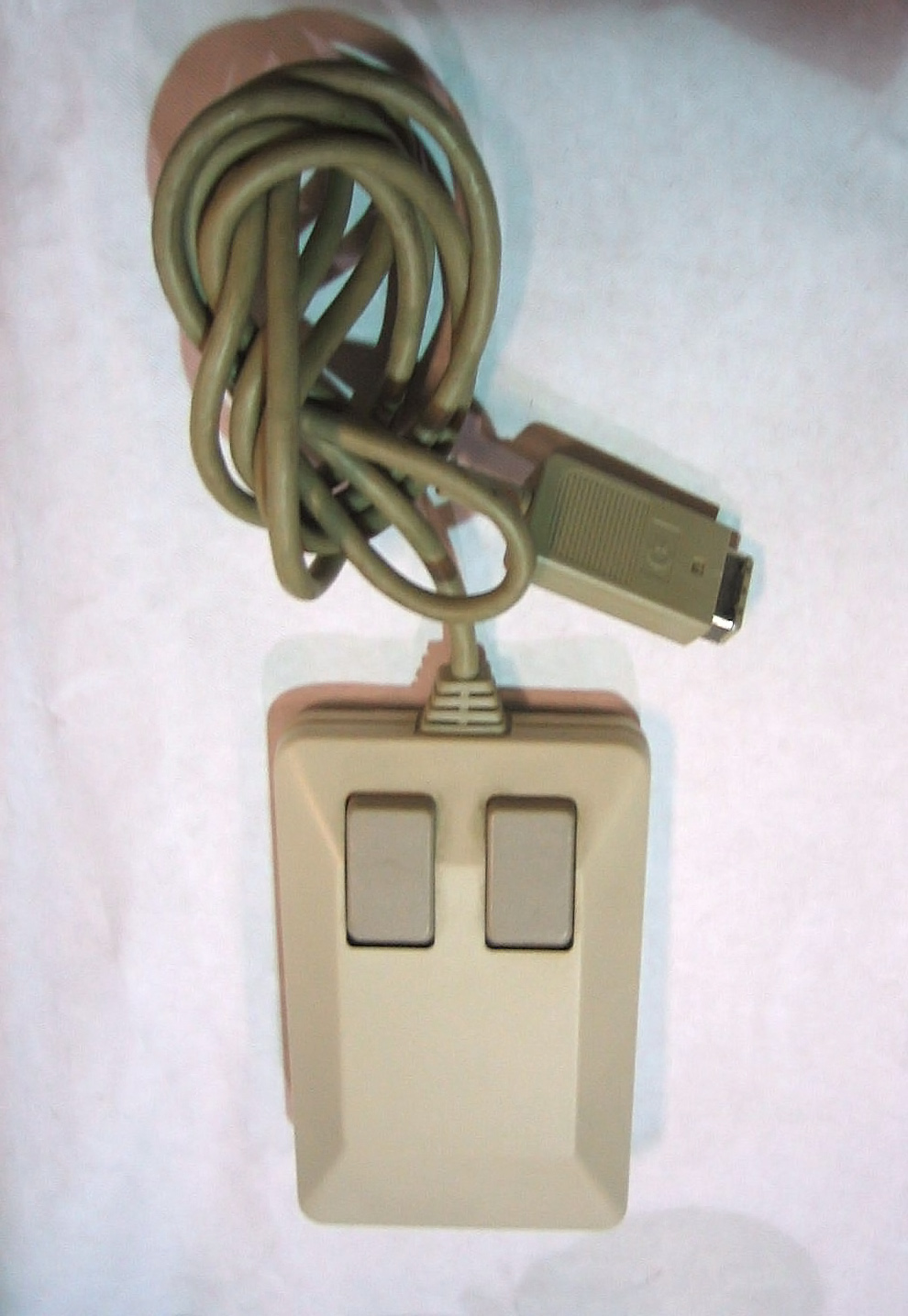
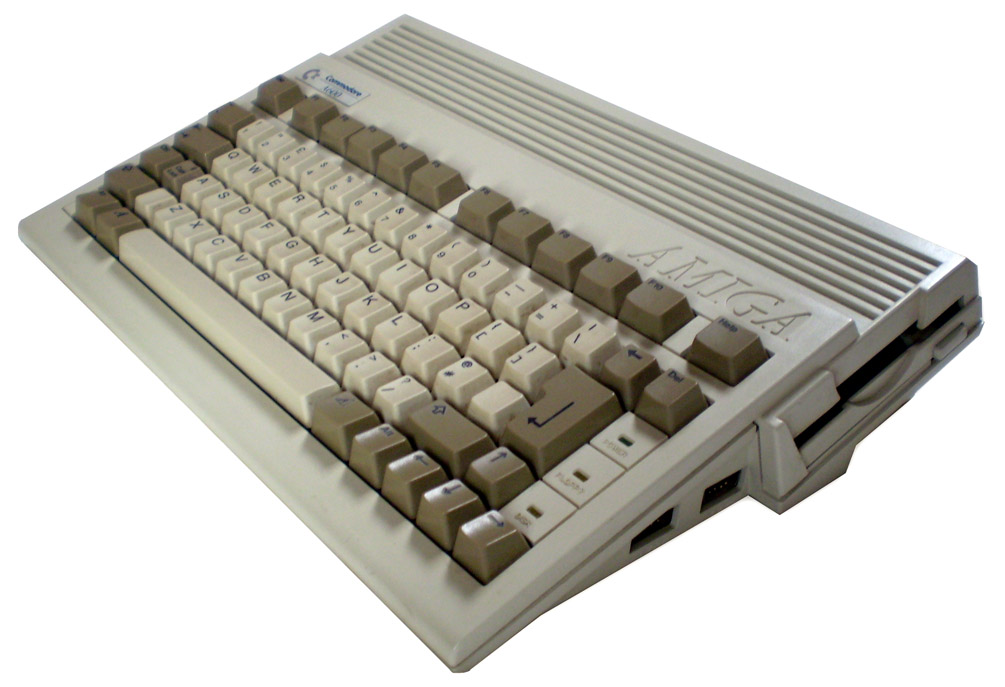
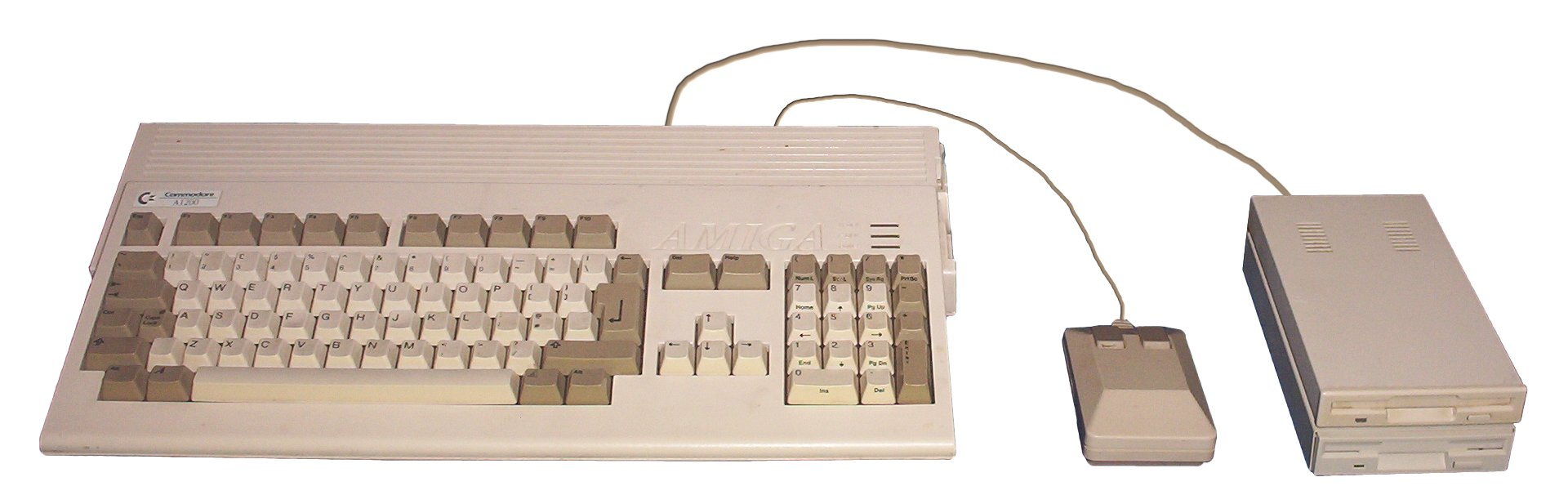
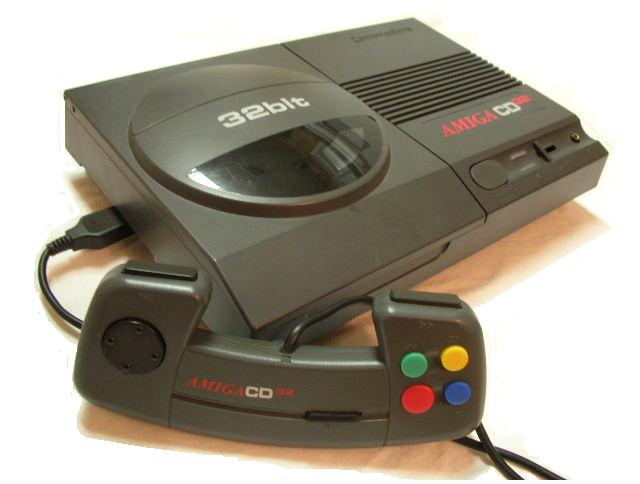

## مدل‌های مختلف
- آمیگا ۱۰۰۰ (۱۹۸۵)
- آمیگا ۲۰۰۰
- آمیگا ۵۰۰
- آمیگا ۱۵۰۰
- آمیگا ۲۵۰۰
- آمیگا ۳۰۰۰
- آمیگا ۵۰۰ پلاس
- آمیگا ۶۰۰
- آمیگا ۱۲۰۰
- آمیگا ۴۰۰۰
- آمیگا سی دی تی وی
- آمیگا سی‌دی۳۲